# Glasgow

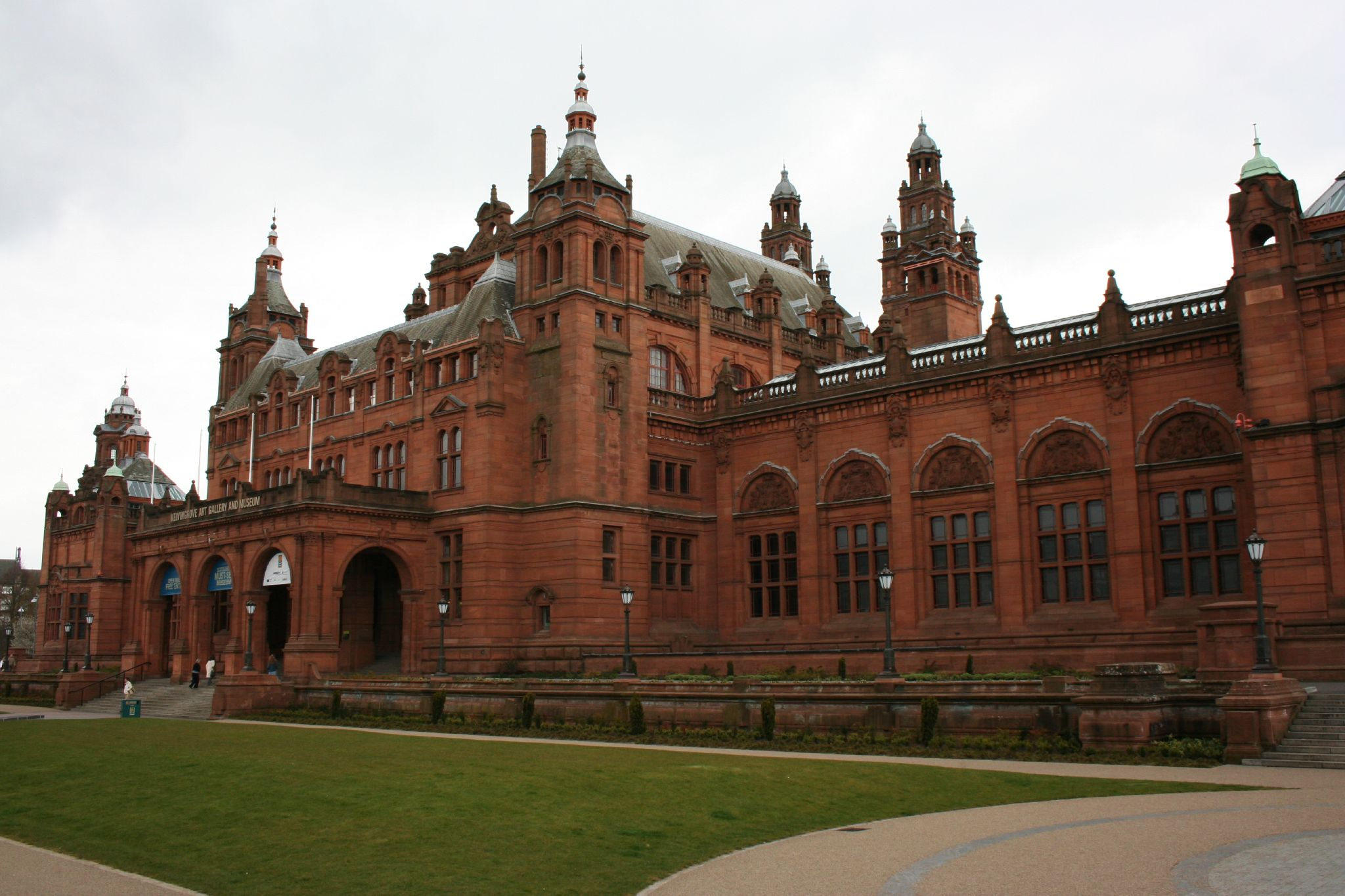
Muzeum i Galeria Sztuki Kelvingrove

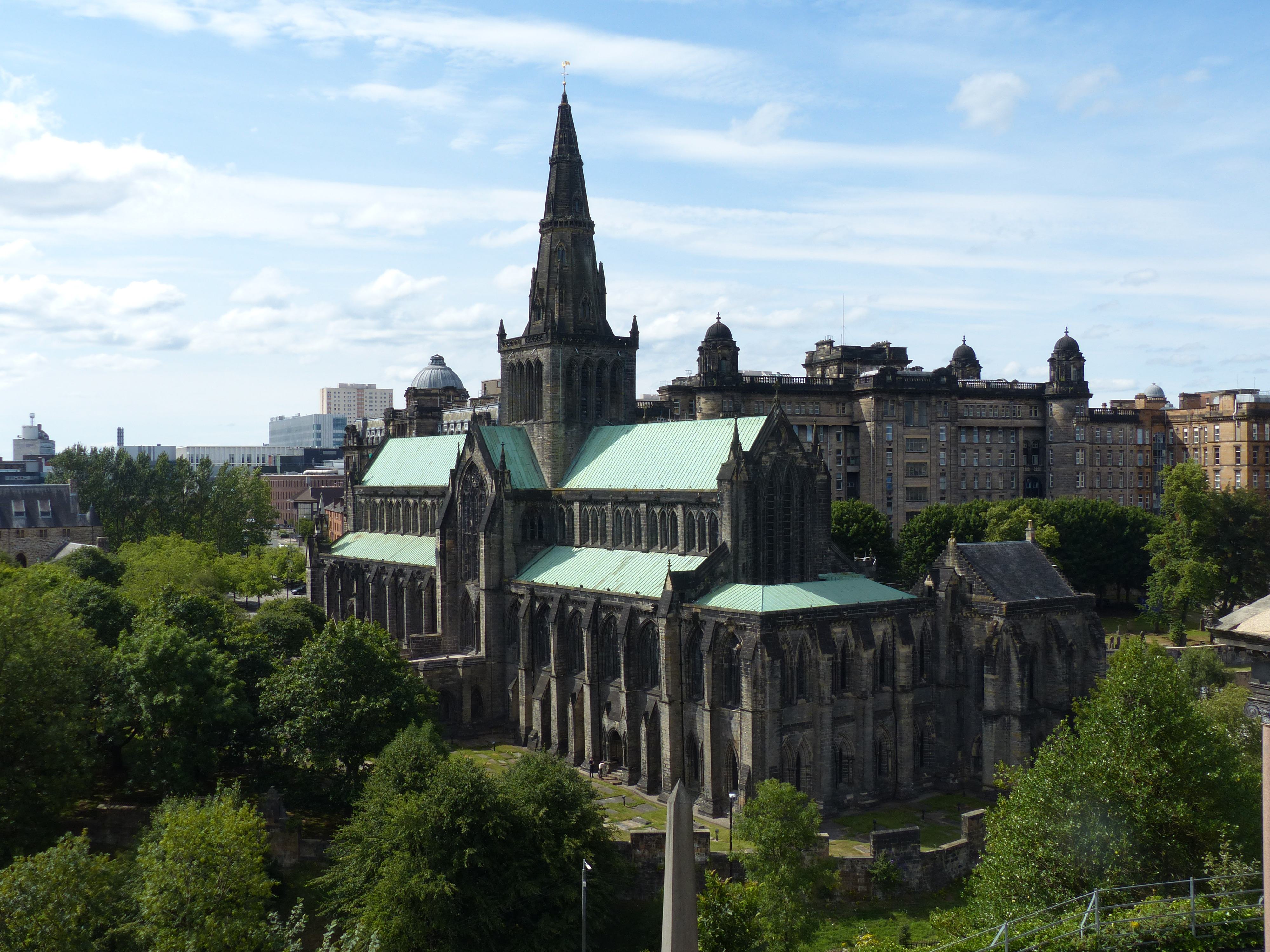
Katedra św. Mungo

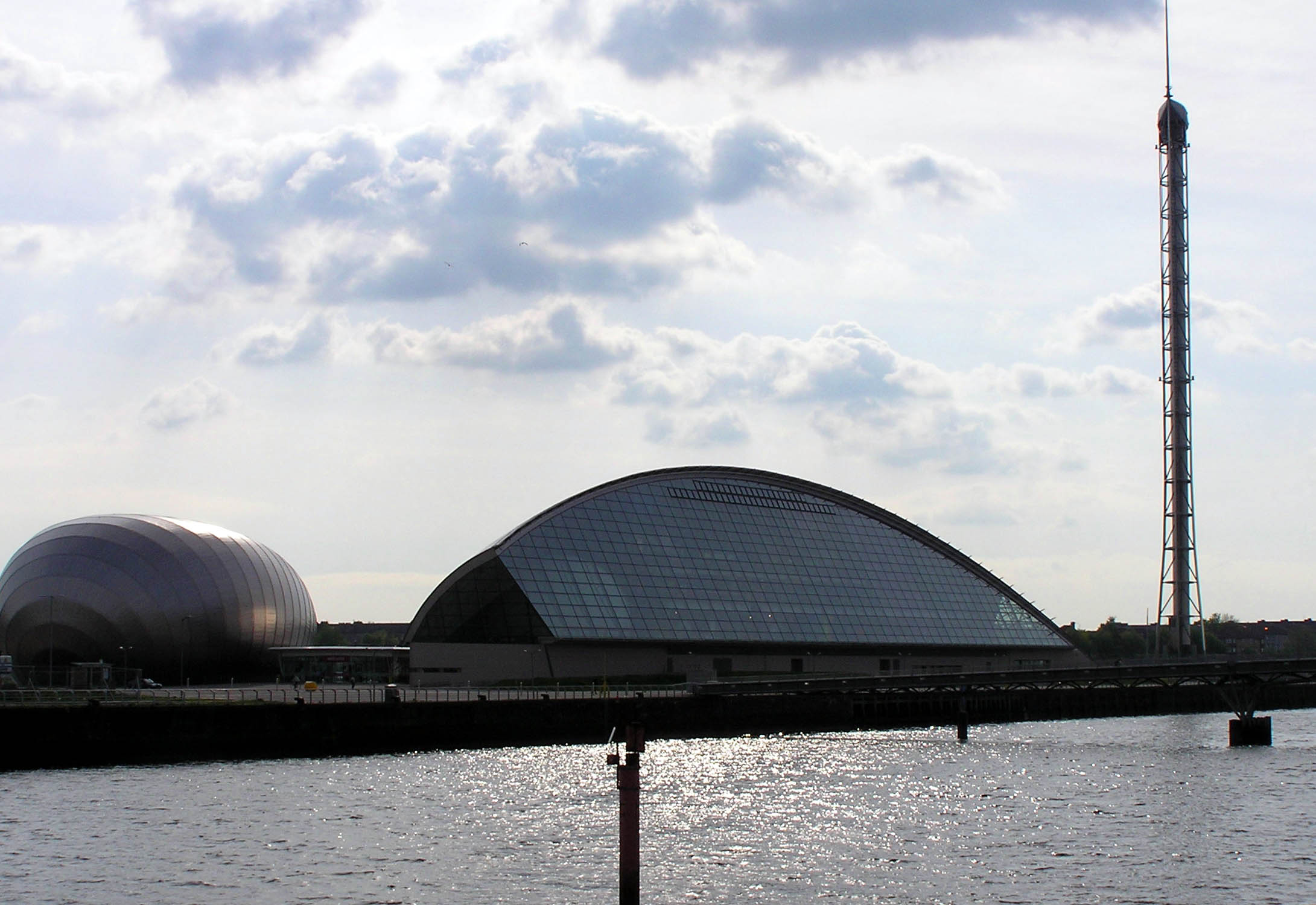
Centrum Naukowe

Glasgow (wym. [ˈɡlæzɡoʊ]ⓘ; gael. Glaschu, wym. [ˈkɫ̪as̪əxu]; scots Glesca, wymowaⓘ) – największe miasto Szkocji, uznane za jej komercyjną stolicę, położone nad rzeką Clyde. Miasto stanowi samodzielną jednostkę administracyjną (council area).

## Ludność
Glasgow według spisu z 2011 roku liczy 593 060 mieszkańców, zaś metropolię Greater Glasgow zamieszkuje około 2,1 miliona osób w promieniu 15 mil od centrum miasta.

## Historia
W XVIII wieku kupcy Glasgow wzbogaceni na transatlantyckim handlu bawełną, włóknem, rumem i tytoniem, stworzyli kupieckie miasto pełne domów mieszkalnych, wielkich biurowców i składów towarowych. W XIX wieku ludność miasta zwiększyła się dziesięciokrotnie. Rozwijały się stocznie na rzece Clyde. Równocześnie w mieście powstały jedne z najgorszych slumsów w Europie, istniejące jeszcze długo po II wojnie światowej. Z czasem miasto uporało się z problemami, dzięki czemu pozbyło się wizerunku ponurego miasta. Dowodami na to mogą być tytuły: „Europejska Stolica Kultury” w roku 1990 i „Miasto Architektury i Wzornictwa Zjednoczonego Królestwa” w 1999. 15 października 2008, znany wydawca przewodników turystycznych "The Lonely Planet”, umieścił Glasgow wśród 10 miast na świecie wartych odwiedzenia.

## Atrakcje turystyczne
- George Square – nad tym placem dominują budynki administracyjne, głównie City Chambers (Siedziba Rady Miejskiej), na zachód prowadzi St. Vincent Street, gdzie wyróżnia się jednorożec powyżej drzwi starego urzędu pocztowego czy kolumny jońskie wspierające Old Bank of Scotland
- Glasgow School of Art – uważana za arcydzieło architektoniczne pioniera Art Nouveau Charlesa Rennie Mackintosha
- Katedra św. Mungo – świątynia średniowieczna, posiadająca katedralną kryptę, w której znajduje się grób św. Mungo, założyciela kaplicy w tym miejscu w VI wieku
- St. Mungo Religious Life and Art – znajdujące się w pobliżu katedry muzeum obejmuje bogów hinduskich, zastawę porcelanową taoistów, fetysze animistów, islamskie dywaniki do modłów, mumie egipskie, chrześcijańskie wizerunki witrażowe oraz wiele innych eksponatów.
- Museum of Transport – posiadające kolekcję pojazdów – od wózków dziecięcych, przez bicykle, samochody, tramwaje (w tym piętrowe), po lokomotywy i modele okrętów.
- Botanic Gardens – Ogród Botaniczny znajdujący się w centrum dzielnicy West End (zachodni kraniec centrum). Największą atrakcją są szklarnie – Main Range (kolekcja roślin tropikalnych, stepowych i pustynnych) oraz otwarty po renowacji Kibble Palace (wewnątrz m.in. kolekcja roślin drapieżnych).
- Muzeum i Galeria Sztuki Kelvingrove jest najstarszym muzeum w Szkocji, posiada jedne z największych zbiorów sztuki w Europie. Budynek zbudowany jest w stylu hiszpańskiego baroku i zachowuje typową dla mieszkańców Glasgow tradycję używania czerwonego piaskowca.

## Sport

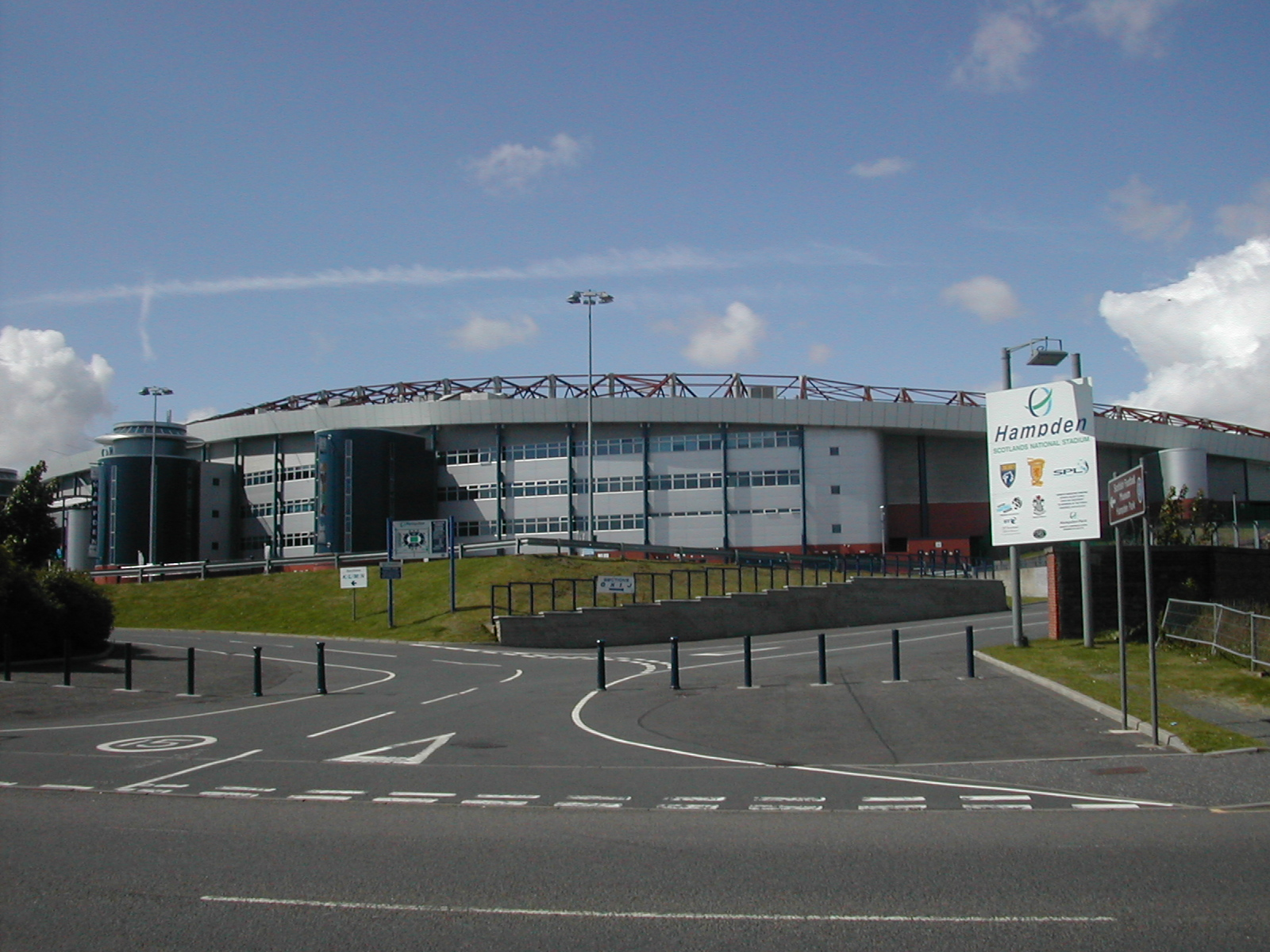
Hampden Park – stadion narodowy Szkocji

- Celtic F.C.
- Glasgow Mets
- Partick Thistle F.C.
- Rangers F.C.
- Queen’s Park F.C.
- Old Firm
- Glasgow City F.C.
- Glasgow Warriors

## Zdrowie
W Glasgow znajduje się ponad 30 szpitali. Występuje też idiopatyczny efekt Glasgow.

## Miasta partnerskie
- Betlejem (Palestyna)
- Dalian (Chiny)
- Hawana (Kuba)
- Marsylia (Francja)
- Norymberga (Niemcy)
- Rostów nad Donem (Rosja)
- Turyn (Włochy)
- Rzym (Włochy)